# Voice Onset Time
Voice Onset Time (VOT) bezeichnet in der Phonetik den zeitlichen Abstand zwischen der Verschlusslösung und dem Einsatz des Stimmtons während der Artikulation eines stimmhaften Plosivs (Verschlusslauts). Die VOT ist das akustische Merkmal, welches stimmlose von stimmhaften Verschlusslauten unterscheidet. Es ist insbesondere bei der Erforschung der menschlichen Sprachwahrnehmung in der Psycholinguistik von Bedeutung. Die VOT wird üblicherweise in Millisekunden (ms) angegeben.

## Hintergrund
Sprachlaute gelten grundsätzlich als stimmhaft, falls sie mit Vibration der Stimmlippen ausgesprochen werden – bei denen also ein summender Klang entsteht. Der Zeitpunkt des Einsatzes des Stimmtons entspricht aber nicht immer auch dem Zeitpunkt des Einsatzes des Lautes selbst. Die Zeit zwischen der hörbaren Verschlusslösung und dem Einsatz der Stimmbänder, also die Voice Onset Time, kann bei der Artikulation eines Verschlusslauts nur wenige Millisekunden oder auch ein Vielfaches mehr betragen.
Viele Verschlusslaut-Paare (wie etwa [p] und [b]) unterscheiden sich ausschließlich in ihrer Stimmhaftigkeit. Der perzeptive Unterschied zwischen einem stimmhaften und einem stimmlosen Verschlusslaut ergibt sich aus der VOT: setzt der Stimmton zeitlich vor oder unmittelbar bei der hörbaren Verschlusslösung ein, wird der Laut als stimmhaft wahrgenommen. Ist er zu weit von der hörbaren Verschlusslösung entfernt, wird der Stimmton nicht mehr als Teil des Lautes wahrgenommen und der Laut wirkt stimmlos oder sogar aspiriert.

## Grenzwerte
Aufgrund der kategorialen Wahrnehmung nehmen Menschen die Unterschiede bei Lauten variierender Voice Onset Times nicht als fließend wahr. Sind auf einer linearen Skala von Lauten von negativer zu kurzer zu langer VOT bestimmte Grenzwerte erreicht, wechselt sprunghaft die als eindeutig verstandene Wahrnehmung des Lautes von stimmhaft zu stimmlos oder aspiriert.
Eine negative oder minimale VOT führt stets zu einer stimmhaften Wahrnehmung eines Lautes. Laute mit einer niedrigen positiven VOT werden als stimmlos wahrgenommen, solche mit einer noch höheren VOT als aspiriert. Der Grenzwert zur Wahrnehmung eines aspirierten Lautes liegt ungefähr bei 20–30 ms.
Die Grenzwerte für die Unterscheidung zwischen stimmlosen und stimmhaften Verschlusslauten verschieben sich je nach Artikulationsort.